# Glenis Willmott
Glenis Willmott, née le 4 mars 1951 à Horden dans le comté de Durham, est une femme politique britannique membre du Parti travailliste (Labour). Elle est députée européenne de 2006 à 2017.

## Biographie
Membre du Parti travailliste, elle intègre le Parlement européen en 2006 à la suite du décès de Phillip Whitehead. Elle est élue en 2009 puis réélue en 2014, siégeant toujours au sein du groupe de l'Alliance progressiste des socialistes et démocrates.
En octobre 2017, elle démissionne de son mandat européen.
Glenis Willmott annonce en juillet 2017 qu'elle se retirerait en octobre du Parlement européen. Elle est officiellement remplacée le 3 octobre en tant qu'eurodéputée pour les East Midlands par le conseiller municipal de Leicester, Rory Palmer,. Elle est remplacée en tant que chef de l'EPLP (en) par son collègue Richard Corbett. Elle est honorée par un dîner de remerciement le 4 novembre 2017 qui célèbre sa carrière et sa contribution au Parti travailliste et à la politique européenne ; Jeremy Corbyn, le chef du Parti travailliste, ainsi que l'ancien chef Ed Miliband assistent au dîner.

## Vie privée
Willmott vit dans le Leicestershire avec son mari Ted.  Elle a été nommée Dame Commandeur de l'Ordre de l'Empire britannique (DBE) lors de la Dissolution Honours 2015 le 27 août 2015.